# In Dreams (película)
In Dreams (Dentro de mis sueños en España y Sueños de un asesino en Hispanoamérica) es una película de terror y suspense estadounidense de 1999 dirigido por Neil Jordan y basada en la novela de Bari Wood Doll's Eyes. El film está protagonizado por Annette Bening en el papel de una editora de Nueva Inglaterra que empieza a tener visiones extrañas de una niña desaparecida que resulta ser su propia hija. Aparte de las visiones deberá hacer frente a un asesino en serie con el que tiene conexiones psíquicas y parece ser el responsable del asesinato de varios niños.

## Argumento
Claire Cooper (Annette Bening) es un ama de casa e ilustradora de cuentos infantiles que tiene una vida perfecta. Ella está casada con un piloto comercial (Aidan Quinn) con quien tiene una hija: Rebecca (Katie Sagona). Sin embargo su mundo se viene abajo cuando esta desaparece y es asesinada.
A raíz del suceso, Claire empieza a ser atormentada por el asesino de su hija, Vivian Thompson (Robert Downey Jr.), el cual se le aparece en la mente indicándle el lugar de la siguiente víctima. Cuando los médicos le diagnostican psicosis es recluida en una institución mental de la que trata de escapar y detener al criminal antes de que pueda actuar.

## Reparto
- Annette Bening es Claire Cooper.
- Katie Sagona es Rebecca Cooper.
- Aidan Quinn es Paul Cooper.
- Robert Downey Jr. es Vivian Thompson.
- Paul Guilfoyle es Detective Jack Kay.
- John Fiore es Policía.
- Ken Cheeseman es Paramedico.
- Dennis Boutsikaris es Dr. Stevens
- Stephen Rea es Dr. Silverman.
- Margo Martindale es Dra. Floyd
- Pamela Payton-Wright es Ethel.
- Krystal Benn es Ruby.

## Recepción
Las críticas recibidas por parte de la crítica fueron negativas en la mayoría. Christopher Null de Filmcritic.com puntuó con dos estrellas de cinco In Dreams y declaró: «A pesar del buen trabajo realizado por Bening, el argumento estaba desacompasado». Adam Goldberg de All Movie Guide ofreció una estrella más y se refirió a la película como «un thriller descafeinado» que «pretendía equipararse con The Exorcist y A Nightmare on Elm Street».